# 小原宿
小原宿（おばらじゅく）は、甲州街道の9番目の宿場町であり、現在の相模原市緑区小原の一部に相当する。
東西に2町半（約270m）と小さかったが、難所である小仏峠の甲府側に位置するため、重要な宿場であった。
西隣に位置する与瀬宿と対応して片継ぎの宿場となっており、江戸・小仏方面から来た人や荷物は当宿から与瀬宿を通り越して2つ先の吉野宿へと継ぎ立てるが、信州・甲府方面から来た人や荷物は与瀬宿から当宿を通り越して小仏宿へと継ぎ立てられた。つまり江戸方面から甲府方面に向かう場合のみこの宿場を利用できる。前後の宿場は、小仏宿＝（小仏峠）＝小原宿＝与瀬宿となっている。
宿の中心となる本陣には清水家の建物が使われた。この本陣を利用したのは信州諏訪藩、高遠藩、飯田藩の大名と甲府勤番の役人であり、本陣に泊まりきれない家来などは脇本陣や別の旅籠などに泊まった。
旅籠は7軒あり、一般の旅人だけではなく身延山や富士山への参拝客も泊まっていたという。

## 史跡

### 小原宿本陣

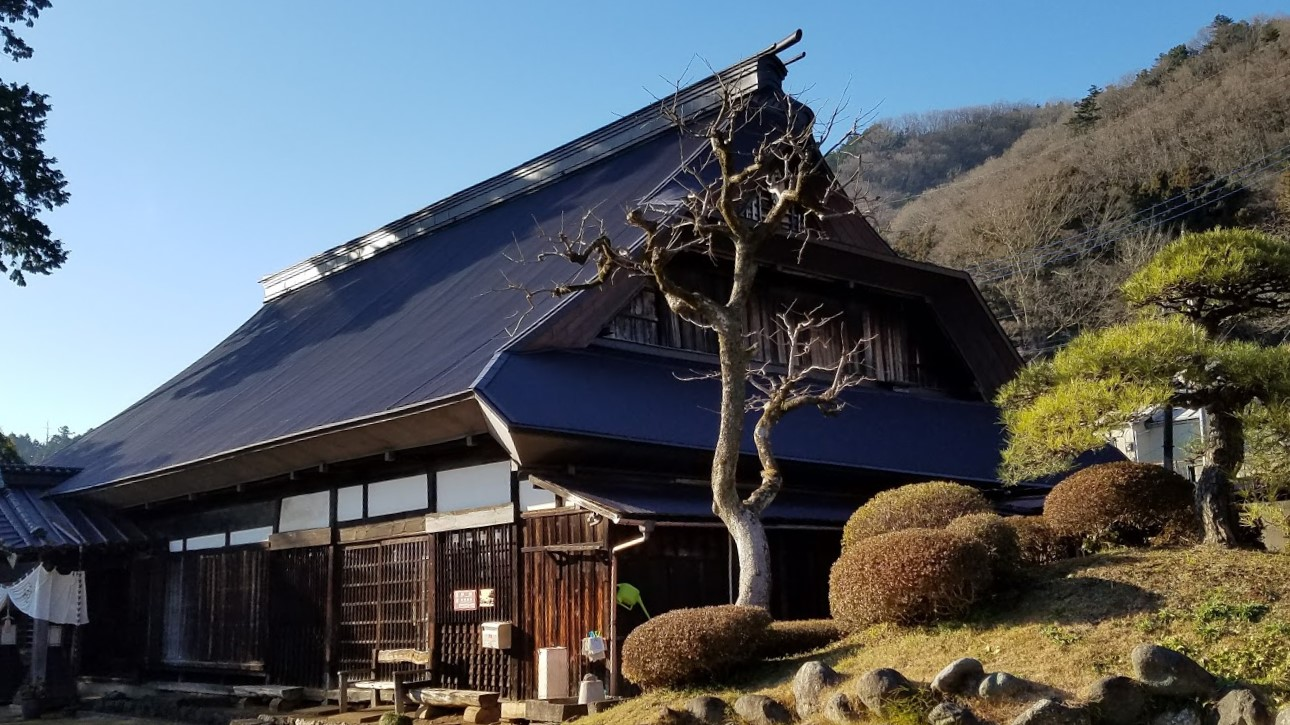
甲州街道小原宿本陣

宿場の本陣は、現在の神奈川県にあたる地域には東海道と甲州街道合わせて26軒あったが、建物が残るのはこの小原宿本陣のみである。1996年（平成8年）2月13日に神奈川県重要文化財に指定された。また、この本陣の前には高札場が復元されている。
毎年11月3日には「小原宿本陣祭」が行われ、大名行列、茶会、大道芸などが催される。
- 構造…4層兜造りの入母屋風の建物
- 建築年代…19世紀初期（正確な年代は不明）
- 規模…間口13間、奥行き7間、91坪
- 部屋数…15畳が2間、12.5畳が1間、8畳が3間、6畳が3間、4畳が3間、2畳が1間

現在、相模原市によって整備・管理されている。
- 休館日…毎週月曜日、年末年始
- 開館時間…午前9時半から午後4時まで

また、本陣から国道20号を東に行ったところに「小原の郷」という施設があり、小原宿や相模湖地区の歴史を知ることができる古文書等の資料が展示され、休憩所としても利用されている。

## 関連文献
- 「毛利庄 小原宿」『大日本地誌大系』 第40巻新編相模国風土記稿5巻之118村里部津久井縣巻之3、雄山閣、1932年8月、347-348頁。NDLJP:1179240/180。